# Стор-Феникс
«Стор-Феникс» или «Сторфеникс» — парусный фрегат шведского флота, а затем Балтийского флота Российской империи, участник Северной войны и Войны за польское наследство.

## Описание судна
Парусный деревянный фрегат. Длина судна составляла 32,3 метра, ширина — 8,6 метра, а осадка — 3,4 метра. Вооружение судна в разное время составляли от 32 до 34 орудий, экипаж состоял из 200 человек.

## История службы

### В составе Российского императорского флота
7 (18) июля 1720 года в Сражении при Гренгаме гребной эскадрой под командованием генерала князя М. М. Голицына был захвачен шведский 34-пушечный фрегат, который под именем «Стор-Феникс» вошёл в состав Балтийского флота России.

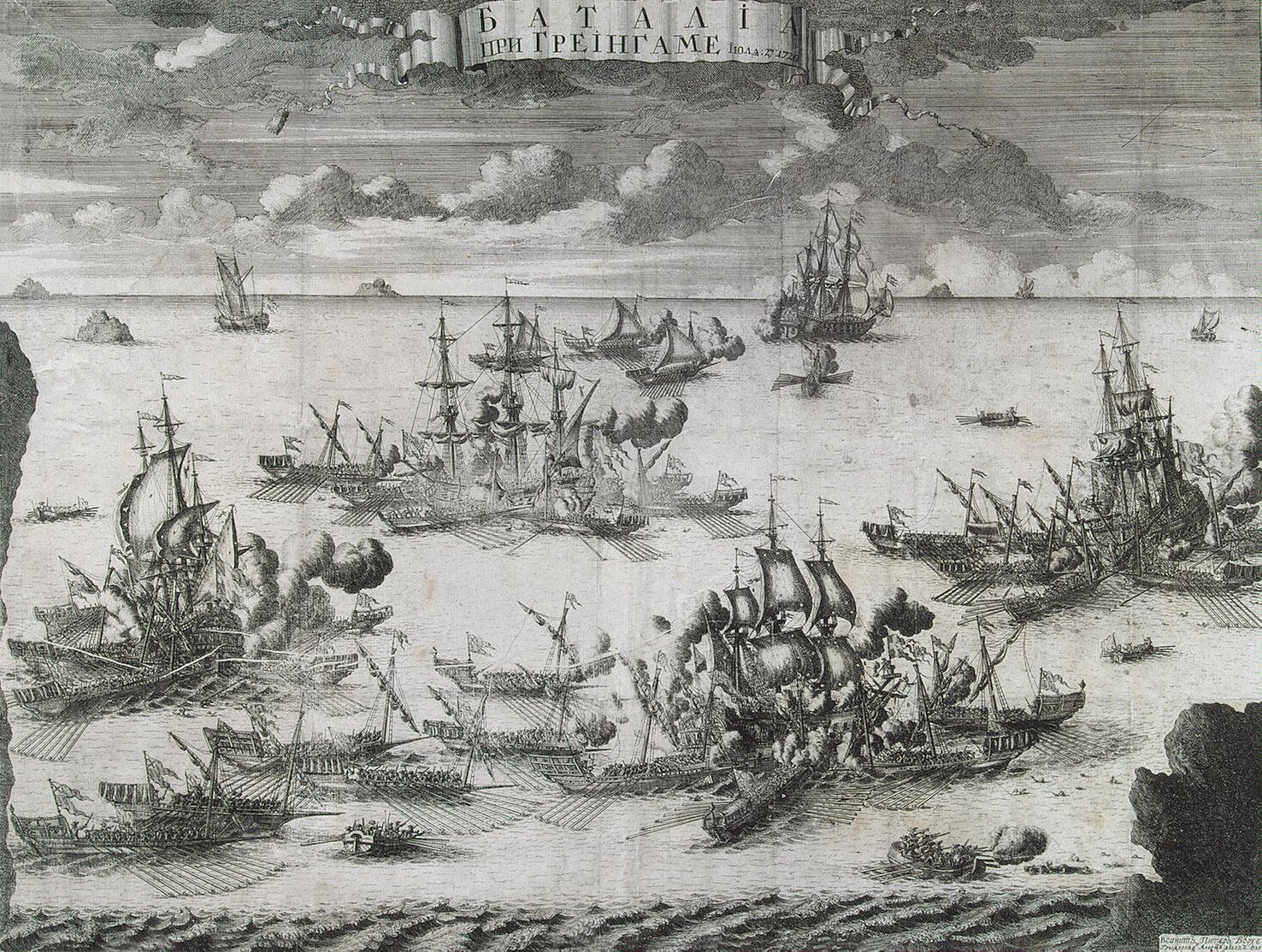
Взятие шведских фрегатов при Гренгаме

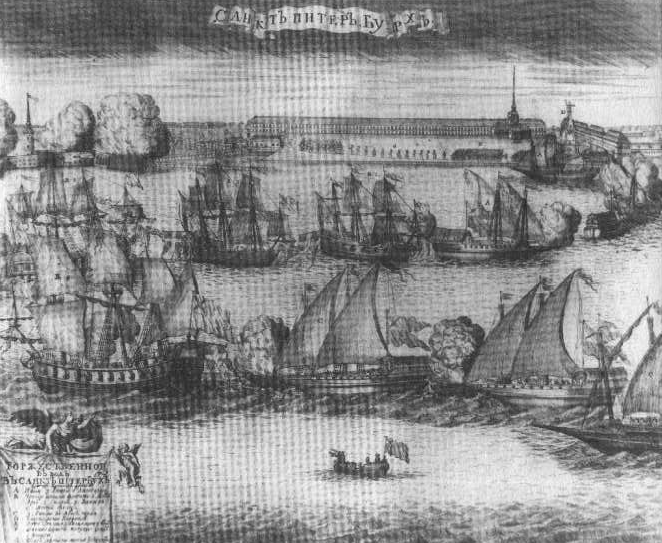
Торжественный ввод в Санкт-Петербург захваченных шведских фрегатов

В августе 1720 года совершил переход из Ревеля в Кронштадт. В следующем 1721 году находился в составе эскадры, сопровождавшей корабль «Ингерманланд», который под флагом Петра I совершил плавание в залив Рогервик, после чего ушёл в крейсерское плавание в Финский залив.
C 1722 по 1724 год в составе эскадр выходил в практические плавания в Финский залив. В кампанию 1725 года находился в составе ревельской эскадры. В 1726 и 1727 годах также принимал участие в практических плаваниях в Финском заливе, однако помимо этого в 1727 году участвовал в крейсерском плавании до Ревеля, а в 1727 году — в крейсерском плавании между островами Сескарем и Соммерсом. С 1728 по 1733 год нёс брандвахтенную службу на Кронштадтском рейде.
Во время Войны за польское наследие в 1734 году принимал участие в действиях российского флота под Данцигом. 15 (26) мая вышел из Кронштадта в составе эскадры адмирала Т. Гордона, однако 21 мая (1 июня) отделился от эскадры, поскольку был направлен на поиски отставшего флейта. По окончании поисков ушёл в Ревель. С 26 мая (6 июня) по 3 (14) июня сопровождал бомбардирский корабль «Дондер» из Ревеля до Пиллау, где в это время находилась эскадра адмирала Т. Гордона. На следующий день после прибытия в Пиллау фрегат вошёл в Данцигский канал, где в течение двух дней вёл бомбардировку неприятельских судов и лагеря французских войск на берегу. 7 (17) июня покинул канал и вернулся в состав эскадры. После занятия крепости русскими войсками 16 (27) июня «Стор-Феникс» с другими судами эскадры ушёл от Данцига в Кронштадт, куда прибыл 2 (13) июля.
В 1735 вновь использовался в качестве брандвахты на Кронштадтском рейде. В следующем 1736 году находился в составе кронштадтской эскадры адмирала Т. Гордона, стоявшей на Кронштадтском рейде.
Фрегат «Стор-Феникс» был разобран в Санкт-Петербурге после 1738 года.

## Командиры фрегата
Командирами фрегата  «Стор-Феникс» в составе Российского императорского флота в разное время служили:
- капитан-лейтенант С. В. Лопухин (1721—1724 годы)[7];
- капитан-лейтенант А. Абельсен (1726—1727 годы)[5];
- лейтенант М. фон-Дюссен (1728—1731 годы)[комм. 6][8];
- капитан-лейтенант И. Г. Черевин (1732 год)[9];
- лейтенант майорского ранга князь В. Урусов (1733 год)[10];
- капитан полковничьего ранга П. Беземакер (1734 год)[11];
- лейтенант майорского ранга С. Д. Татищев (1735 год)[12];
- капитан Н. Орис (1736 год)[13].

### Комментарии
1. ↑  106 футов 8 дюймов/110 футов.
2. ↑  28 футов 4 дюйма/29 футов 7 дюймов.
3. ↑  11 футов 2 дюйма/13 футов.
4. ↑  Также были захвачены фрегаты, вошедшие в состав флота под именами «Венкер», «Кискин» и «Данск-Эрн»
5. ↑  По другим данным с 18 (29) мая 1734 года.
6. ↑  В российских документах также встречаются варианты написания фамилии Фон-Дезен и Фондицын, и имени — Мориц.